# PFN2
PFN2 (англ. Profilin 2) – білок, який кодується однойменним геном, розташованим у людей на короткому плечі 3-ї хромосоми. Довжина поліпептидного ланцюга білка становить 140 амінокислот, а молекулярна маса — 15 046.
| 10         |  | 20         |  | 30         |  | 40         |  | 50         |
| ---------- |  | ---------- |  | ---------- |  | ---------- |  | ---------- |
| MAGWQSYVDN |  | LMCDGCCQEA |  | AIVGYCDAKY |  | VWAATAGGVF |  | QSITPIEIDM |
| IVGKDREGFF |  | TNGLTLGAKK |  | CSVIRDSLYV |  | DGDCTMDIRT |  | KSQGGEPTYN |
| VAVGRAGRVL |  | VFVMGKEGVH |  | GGGLNKKAYS |  | MAKYLRDSGF |  |            |

A: Аланін

C: Цистеїн

D: Аспарагінова кислота

E: Глутамінова кислота

F: Фенілаланін

G: Гліцин

H: Гістидин

I: Ізолейцин

K: Лізин

L: Лейцин

M: Метіонін

N: Аспарагін

P: Пролін

Q: Глутамін

R: Аргінін

S: Серин

T: Треонін

V: Валін

W: Триптофан

Задіяний у таких біологічних процесах як ацетиляція, альтернативний сплайсинг. 
Білок має сайт для зв'язування з молекулою актину. 
Локалізований у цитоплазмі, цитоскелеті.